# Limnophyes asquamatus
Limnophyes asquamatus är en tvåvingeart som beskrevs av Ole Anton Saether 1975. Limnophyes asquamatus ingår i släktet Limnophyes och familjen fjädermyggor. Arten är reproducerande i Sverige. Inga underarter finns listade i Catalogue of Life.